# Mdewakanton Indijanci
Mdewakanton, jedno od 4 plemena Santee ili Dakota Indijanaca, porodica Siouan, i jedno od sedam plemena saveza Siouxa. Prvi poznati dom Mdewakantona bio je na jezeru Mille Lac u Minnesoti, od njih nazivano Isantamde, ili 'knifelake,' a u kasnijem vremenu nalazimo ih i na području prerija. Razni autori navode sljedeće nazive njihovih bandi: Anoginajin, Kapozha (Kaposia), Khemnichan, Kheyataotonwe, Kiyuksa, Magayuteshni, Mahpiyamaza, Mahpiyawichasta, Ohanhanska, Oyateshicha, Tacanhpisapa, Taoapa i Tintaotonwe. Ovima treba pridodati i neidentificirane skupine: Town band Indijanci, Mankato, Nasiampaa i Upper Medawakanton.
Prema popisu iz 1890. popisano je 869 Mdewakanton i pripadnika satelitskog plemena Wahpekute na rezervatu Santee u Nebraski, te 292 na rezervatu Flandreau u Južnoj Dakoti. Godien 1905. spominje se njihov broj od 100 na Birch Cooleyu i 779 u Minesoti. Danas žive na nekoliko rezervata u SAD-u i Kanadi. 

## Popis rezervata
- Flandreau, Južna Dakota
- Lower Sioux, Minnesota
- Prairie Island, Minnesota
- Santee, Nebraska
- Shakopee-Mdewakanton, Minnesota
- Upper Sioux, Minnesota, u okrugu Yellow Medicine.

## Vanjske poveznice
- History of the Mdewakanton Dakota  Arhivirana inačica izvorne stranice od 28. travnja 2008. (Wayback Machine)
- Mdewakanton Indian Tribe History